# Grądy w Dolinie Odry
Grądy w Dolinie Odry este o arie protejată (sit de importanță comunitară — SCI) din Polonia întinsă pe o suprafață de 8.756,24 ha, integral pe uscat.

## Localizare
Centrul sitului Grądy w Dolinie Odry este situat la coordonatele 51°00′30″N 17°18′25″E / 51.0082°N 17.307°E.

## Înființare
Situl Grądy w Dolinie Odry a fost declarat sit de importanță comunitară în martie 2007 pentru a proteja 21 de specii de animale.

## Biodiversitate
Situată în ecoregiunea continentală, aria protejată conține 11 habitate naturale: Vegetație psamofilă uscată cu pășuni deschise de Corynephorus și Agrostis, Lacuri eutrofice naturale cu vegetație de tip Magnopotamion sau Hydrocharition, Pajiști calcaroase din nisipuri xerice, Pajiști uscate seminaturale și facies de acoperire cu tufișuri pe substraturi calcaroase (Festuco-Brometalia) (* situri importante pentru orhidee), Pajiști cu Molinia pe soluri calcaroase, turboase sau argilos-nămoloase (Molinion caeruleae), Liziere de ierburi înalte hidrofile de câmpie și de nivel montan până la alpin, Pajiști aluvionare inundabile, de Cnidion dubii, Fânețe de joasă altitudine (Alopecurus pratensis, Sanguisorba officinalis), Păduri de stejar și carpen Galio-Carpinetum, Păduri aluvionare cu Alnus glutinosa și Fraxinus excelsior (Alno-Padion, Alnion incanae, Salicion albae), Păduri mixte riverane de Quercus robur, Ulmus laevis și Ulmus minor, Fraxinus excelsior sau Fraxinus angustifolia, de-a lungul marilor râuri (Ulmenion minoris).
La baza desemnării sitului se află mai multe specii protejate:
- amfibieni (2): buhai de baltă cu burta roșie (Bombina bombina), triton cu creastă (Triturus cristatus)
- mamifere (5): liliac cârn (Barbastella barbastellus), castor (Castor fiber), vidră de râu (Lutra lutra), liliac de iaz (Myotis dasycneme), liliac comun (Myotis myotis)
- nevertebrate (8): croitorul mare al stejarului (Cerambyx cerdo), fluturele de noapte (Eriogaster catax), fluturele flitirar (Euphydryas maturna), Graphoderus bilineatus, fluturele purpuriu (Lycaena dispar), Osmoderma eremita, Phengaris nausithous, Phengaris teleius
- pești (6): avat (Aspius aspius), zvârluga (Cobitis taenia), țipar (Misgurnus fossilis), boarță (Rhodeus amarus), Romanogobio albipinnatus, dunăriță (Sabanejewia aurata)